# Clorotrifluorometà
El clorotrifluorometà, R-13, CFC-13, o freó-13, és un clorofluorocarboni (CFC) no corrosiu i no inflamable. També se'l considera un halometà mixt. S'utilitza com a refrigerant, però, a causa de les preocupacions sobre el seu potencial d'esgotament de l'ozó, el seu ús ha estat eliminat pel Protocol de Mont-real.

## Preparació
Es pot preparar per reacció de tetraclorur de carboni {\displaystyle {\ce {CCl4}}} amb fluorur d'hidrogen {\displaystyle {\ce {HF}}} en presència d'una quantitat catalítica de pentaclorur d'antimoni {\displaystyle {\ce {SbCl5}}}:
{\displaystyle {\ce {CCl4 + 3 HF -> CClF3 + 2 HCl}}}
Aquesta reacció és anàloga per a la preparació de triclorofluorometà {\displaystyle {\ce {CCl3F}}}, diclorodifluorometà {\displaystyle {\ce {CCl2F2}}} i tetrafluorometà {\displaystyle {\ce {CF4}}}.

## Toxicitat
Dels clorofluorometans (CFC) totalment halogenats, el CFC-12 i el CFC-13 mostren una toxicitat aguda per inhalació extremadament baixa. El CFC-11 també té baixa toxicitat aguda per inhalació, essent les concentracions letals compreses en l'interval de 571-1427 g/m³ (100 000-250 000 ppm). Existeixen dades de toxicitat per inhalació en rates (Weigand, 1971) que parlen d'exposicions de 120 minuts amb concentracions de 600 parts CFC-13 per milió i 2604 g/m³ on cap efecte de toxicitat va ser observat. Els tests de carcinogeneitat duts a terme van donar negatiu (Longstaff et al. 1984).

## Temps de residència al medi
Els clorofluorocarbonis comercials són relativament persistents al medi ambient a causa de la seva estabilitat química, encara que el seu grau de persistència no s'ha determinat amb exactitud. Les millors estimacions actuals per als temps de residència mitjans en l'atmosfera són 65, 110, 400, 90, 180, i 380 anys per al CFC-11, CFC-12, CFC-13, CFC-113, CFC-114, i CFC-115, respectivament (la NASA, 1986).

## Taula de propietats
| Propietat                                               | Valor                   |
| ------------------------------------------------------- | ----------------------- |
| Densitat (ρ) a -127,8 °C (líquid)                       | 1,603 g⋅cm−3            |
| Densitat (ρ) a Punt d'ebullició (gas)                   | 6,94 kg⋅m−3             |
| Densitat (ρ) a 15 °C (gas)                              | 4,41 g⋅cm−3             |
| Temperatura de punt triple (Tt)                         | -181 °C (92 K)          |
| Temperatura crítica (Tc)                                | 28,8 °C (302 K)         |
| Pressió crítica (Pc)                                    | 3,86 MPa (38.6 bar)     |
| Densitat crítica (ρc)                                   | 5,5 mol⋅L−1             |
| Calor latent de vaporització al punt d'ebullició        | 149,85 kJ⋅kg−1          |
| Capacitat calorífica a pressió constant (Cp) a -34,4 °C | 0,06 kJ⋅mol−1⋅K−1       |
| Capacitat calorífica a volum constant (CV) a -34,4 °C   | 0,051 kJ⋅mol−1⋅K−1      |
| Ratio Capacitat calorífica (к) a -34,4 °C               | 1,168016                |
| Factor de compressibilitat (Z) a 15 °C                  | 0,9896                  |
| Factor acèntric (ω)                                     | 0,17166                 |
| Viscositat (η) a 0 °C (gas)                             | 13,3 mPa⋅s (0,0133 cP)  |
| Viscositat (η) a 25 °C (gas)                            | 14,1 mPa⋅s (0,01440 cP) |
| Potencial destrucció ozó (ODP)                          | 1 (CCl₃F = 1)           |
| Potencial d'escalfament global (GWP)                    | 14 000 (CO₂ = 1)        |